# 夏侯赐
汝阴共侯夏侯赐（？－前134年），汝阴侯（前164年－前134年在位）。汝阴共侯是汝阴夷侯夏侯灶之子。